# معركة كربلاء (2003)
معركة كربلاء وقعت خلال غزو العراق حيث قاتلت القوات الأمريكية للسيطرة على المدينة ضد القوات العراقية. كانت المدينة قد تم تجاوزها أثناء التقدم نحو بغداد، ما استدعى من الوحدات الأمريكية تنفيذ معارك في معارك شوارع استمرت يومين ضد فدائيي صدام .

## احتلال المدينة
وصلت العناصر الأمامية من الفرقة الثالثة مشاة الأمريكية إلى منطقة كربلاء في 31 مارس. وبعد قتالها مع قوات الحرس الجمهوري العراقي جنوب شرق المدينة، تجاوزت هذه القوات المدينة وهاجمت عبر ممر كربلاء باتجاه بغداد.
تُركت مهمة تطهير المدينة إلى الفرقة 101 المحمولة جوًا، مدعومة بالكتيبة الثانية من فوج المدرعات السبعين، وسرية تشارلي من الكتيبة الأولى، الفوج 41 مشاة، ضمن الفرقة الأولى المدرعة.
في 2 أبريل، تحطمت مروحية من طراز يو إتش-60 بلاك هوك تابعة للجيش الأمريكي قرب كربلاء، ما أسفر عن مقتل 7 جنود. كما أُصيب أربعة جنود آخرين كانوا على متنها. وعلى الرغم من أن التقارير الأولية أفادت بأن المروحية أُسقطت، فإن الجيش خلص لاحقًا إلى أن السبب كان حادثًا عرضيًا.

## السيطرة على كربلاء
خططت الفرقة 101 المحمولة جوًا لاستخدام قوات محمولة جوًا عبر المروحيات للاستيلاء على ثلاث مناطق إنزال في أطراف المدينة (سُميت رمزيًا: سبارو، فينتش، وروبن)، ثم استخدام قوة مدرعة من دبابات M1 أبرامز ومركبات القتال M2 برادلي للاتصال بهذه القوات.
في الساعة 11:00 صباحًا من يوم 5 أبريل، بدأت الفرقة 101 هجومها لتطهير كربلاء عندما نفذت غارات جوية ضربات ضد عدة أهداف حول المدينة. تلا ذلك هجوم إنزال جوي نُقلت فيه ثلاث كتائب مشاة من فوج المشاة 502 إلى مناطق الإنزال المحددة عبر 23 مروحية يو إتش-60 بلاك هوك و5 مروحيات سي إتش-47 شينوك.[بحاجة لمصدر]
واجهت الكتيبة الثالثة من المشاة 502 في منطقة الإنزال "سبارو" مقاومة عنيفة لكنها غير منظمة أثناء دخولها المدينة. وفي الجنوب، تقدمت الكتيبة 2/502 من منطقة "روبين" شارعًا تلو الآخر، وعثرت على عدة مخازن أسلحة مخبأة داخل المدارس، كما اكتشفت معسكرًا يُشتبه في استخدامه لتدريب المسلحين. وبحلول حلول الليل، كانت الكتيبة 2/502 قد طهّرت 13 قطاعًا من أصل 30 تم تكليفها بها. أما الكتيبة 1/502، المتقدمة من منطقة "فينتش" جنوب شرق المدينة، فقد استولت على عدد من مخازن الأسلحة.
استُخدم الدعم الجوي من المروحيات القتالية بكثافة خلال العملية، كما استُخدم الدعم المدفعي، حيث أُطلقت أكثر من 100 قذيفة دخان من المدفعية لتأمين تقدم المشاة خلال شوارع كربلاء. في نفس الوقت، وصلت الكتيبة 2 من فوج المدرعات 70 وسرية C من الكتيبة 1 من الفوج 41 مشاة (ميكانيكي) إلى كربلاء، واشتبكت في القتال، مما أسفر عن مقتل جندي واحد نتيجة نيران الأسلحة الخفيفة، وتدمير مركبة برادلي إثر إصابتها بقذيفة آر بي جي.
في اليوم التالي، واصلت الوحدات تطهير قطاعاتها. وتبددت المقاومة بحلول الساعة 5:00 مساءً من يوم 6 أبريل. وفي تمام الساعة 5:30، أسقط عناصر من الكتيبة 2/70، الفرقة الأولى المدرعة، تمثالًا ضخمًا لـصدام حسين.
نالت الكتيبة الثالثة من المشاة 502، التابعة للفرقة 101 المحمولة جوًا، وسام الوحدة الشجاع "Valorous Unit Award" تقديرًا لعملياتها في كربلاء.

## انظر ايضاً
- غزو العراق
- معركة كربلاء 2004
- قائمة معارك حرب العراق (2003-2011)

## مصدر الكتاب
- Atkinson، Rick (2005). n the Company of Soldiers: A Chronicle of Combat. Holt Paperbacks. ISBN 0-8050-7773-1.